# Michelle Trachtenberg
Michelle Christine Trachtenberg (New York City, New York, 11. listopada 1985. – New York City, New York, 26. veljače 2025.) bila je američka glumica. Najpoznatija je po ulogama Dawn Summers u televizijskoj seriji "Buffy, ubojica vampira" i Georgine Sparks u teen seriji Tračerica.
Nakon što je započela svoju karijeru u TV reklamama u dobi od tri godine, debitirala je na televiziji i imala prvu ulogu u Nickelodeon seriji „The Adventures of Pete & Pete” (1994. – 1996.). Kao dječja glumica, Trachtenberg je glumila u više produkcija Nickelodeona. Godine 1997. osvojila je Nagradu za mladog umjetnika za svoju izvedbu u ulozi Maggie u CBS-ovom „Meegu”. U svojim kasnim tinejdžerskim godinama i ranim 20-ima, Trachtenberg se proslavila u kultnom klasiku EuroTrip (2004.) i kao Georgina Sparks u Tračerici, koja se prikazivala od 2007. do 2012. godine.